# Viga Warren

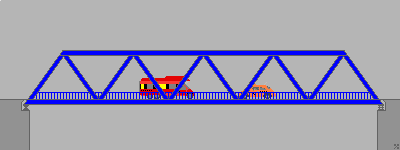
Esquema de una viga Warren: algunas de las diagonales trabajan a compresión y las otras a tracción

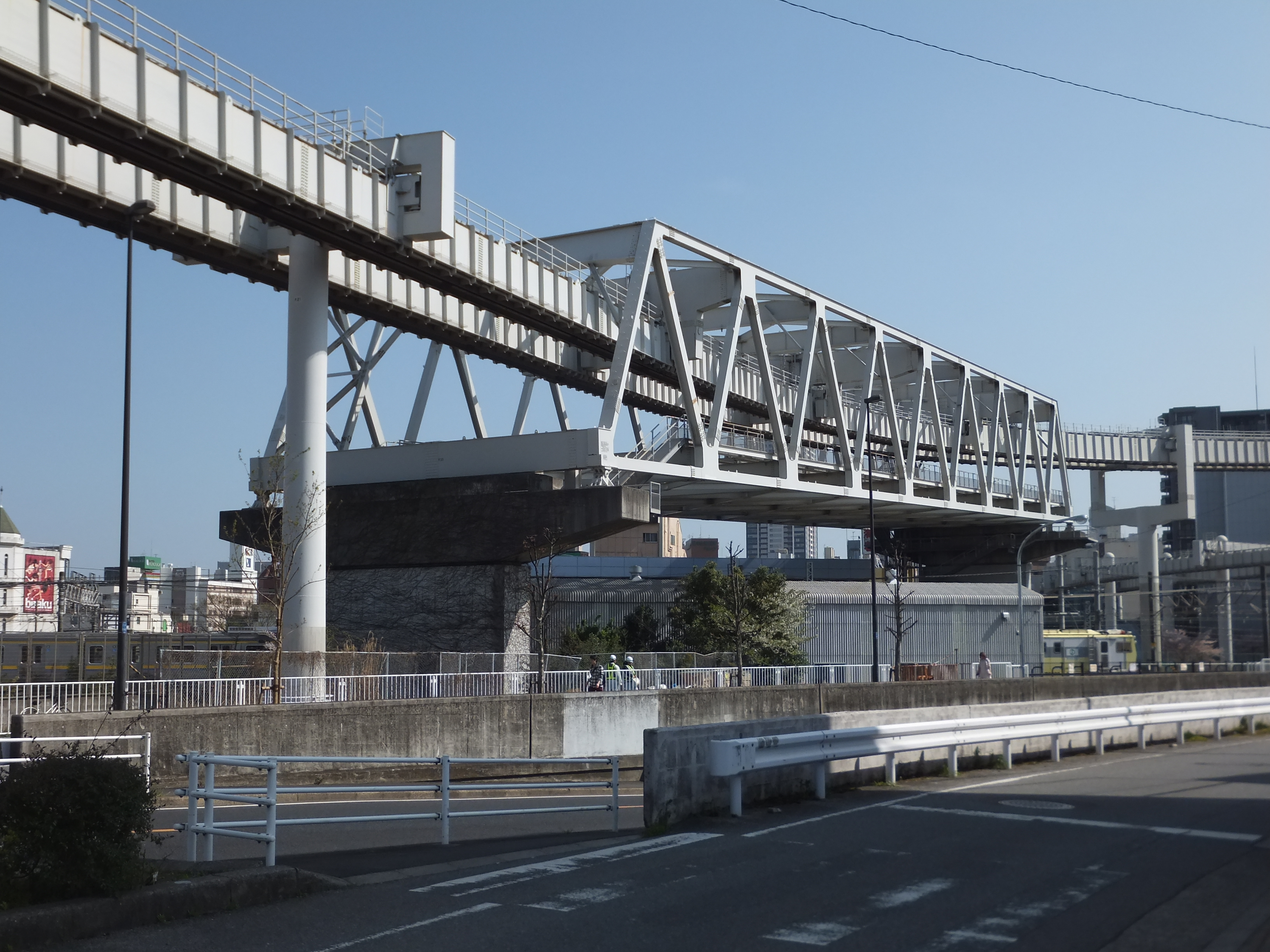
Monorraíl Urbano de Chiba, Japón

En ingeniería estructural, una viga Warren o celosía equilátera es un tipo de elemento estructural triangulado que para minimizar su peso emplea una configuración basada en triángulos equiláteros. Lleva el nombre del ingeniero británico James Warren, quien patentó su diseño en 1848. Las diagonales permanecen sometidas exclusivamente a compresión o a tracción.

## Orígenes

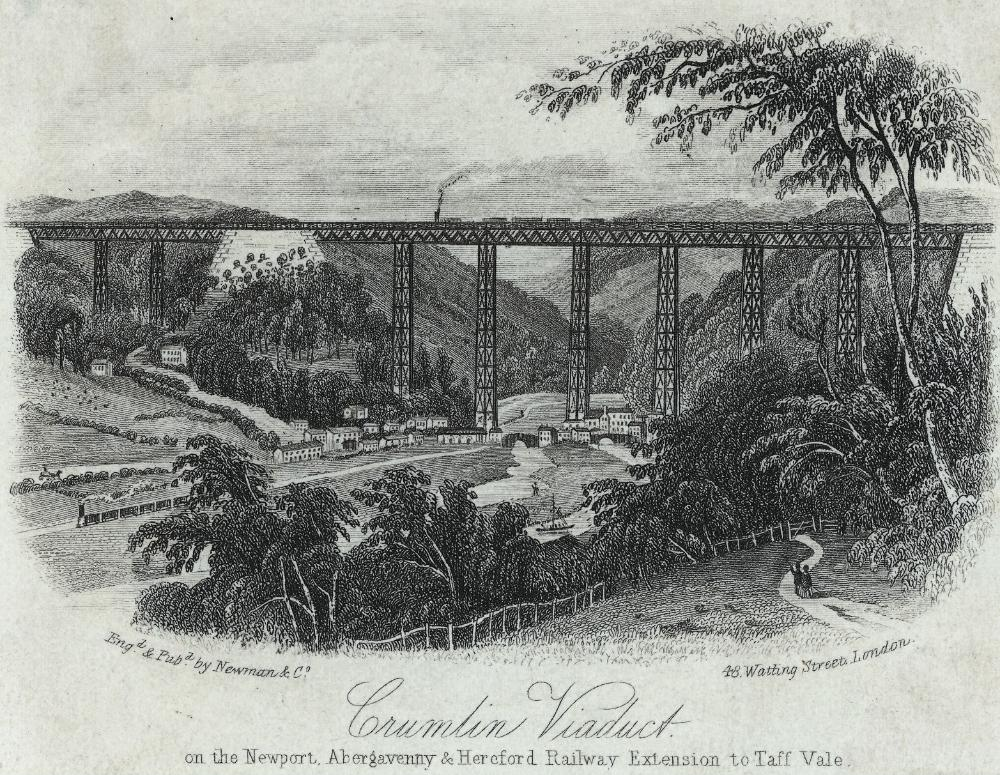
Viaducto de Crumlin, de 1857, un importante uso temprano de la armadura Warren

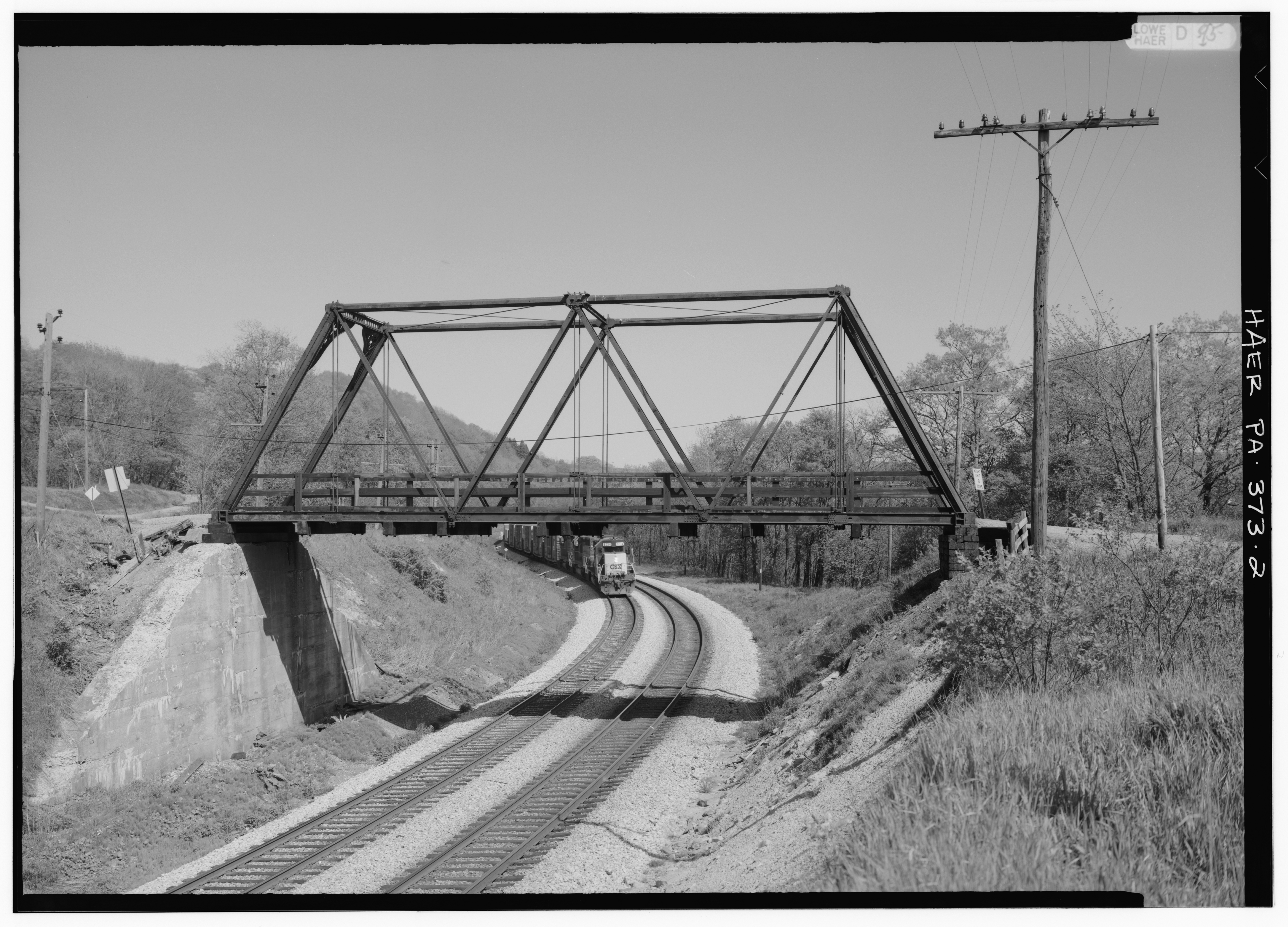
Puente de Wills Creek Bollman, un ejemplo de viga Warren de pequeña luz (1871)

La primera patente preveía la circulación por un tablero dispuesto superior o inferiormente. El diseño fue patentado en 1848 por sus diseñadores James Warren y Willoughby Theobald Monzani.

## Características generales
La viga Warren consiste en una serie de elementos longitudinales unidos solo por otras barras transversales dispuestas en ángulo, formando espacios en forma de triángulo equilátero alternativamente invertidos a lo largo de la longitud de la celosía. En la estructura resultante, cada riostra, viga o tirante individual solo está sujeto a fuerzas de tensión o de compresión, y no  están sometidos a esfuerzos de flexión o de torsión.
Las cargas en las diagonales alternan entre compresión y tracción (a medida que se avanza hacia el centro), siempre que no se hayan dispuesto montantes verticales, mientras que los elementos cercanos al centro deben soportar tanto tracciones como compresiones en respuesta a las cargas vivas. Esta configuración combina resistencia con economía de materiales y, por lo tanto, puede ser relativamente ligera. Al ser todas las barras de la celosía de igual longitud, es ideal para su uso en puentes modulares prefabricados.
Una variante de la viga Warren dispone de montantes verticales adicionales colocados coincidiendo con la altura de los triángulos. Se utilizan cuando las longitudes de las barras horizontales superiores son tan largas que presentarían un riesgo de pandeo. Estos montantes verticales no reciben una proporción significativa de las cargas que debe soportar la celosía, y actúan principalmente para estabilizar los elementos horizontales frente al pandeo.

### Cálculo
Este tipo de celosías es isostático, circunstancia que facilita enormemente el cálculo del reparto de las cargas que actúan sobre las mismas. 
El cálculo de las tensiones en las vigas se desarrolló a partir de las Lecciones impartidas por Henri Navier que se dieron a conocer en Estados Unidos gracias a la publicación en 1837 del curso impartido en la Academia Militar de West Point por Dennnis Hart Mahan, con el título de Un curso elemental de ingeniería civil para uso de los cadetes de la Academia Militar de los Estados Unidos. Dennis Hart Mahan había conocido estas Lecciones durante sus estudios en la Escuela de Aplicación de Artillería e Ingeniería de Metz, entre 1826 y 1829, cuando Jean-Victor Poncelet y Pierre-Félix Michon enseñaban allí mecánica.
Squire Whipple publicó un primer libro sobre el diseño de vigas de celosía en los Estados Unidos en 1847, y  William Thomas Doyne (1823-1877) y William Bindon Blood, en Inglaterra en 1851, con un artículo titulado Una investigación de las deformaciones en las diagonales de vigas de celosía con las fórmulas resultantes publicadas el 11 de noviembre de 1851, leído ante la Institución de Ingenieros Civiles. Este artículo alimentó las discusiones entre los ingenieros británicos sobre la eficiencia de las estructuras de celosía, en particular sobre las consecuencias para el dimensionamiento de las piezas de conexión a los nodos. Isambard Kingdom Brunel indicó que se debía definir una delimitación entre las vigas de celosía múltiples y las vigas Warren.

### Tipologías
Se han usado variantes de la celosía Warren con las particularidades siguientes:
- Montantes verticales colocados en las intersecciones de las diagonales al nivel de la cuerda superior solamente, o de ambas cuerdas.
- Duplicación de la triangulación, con diagonales que se cruzan.

Viga Warren
Viga Warren con montantes verticales
Viga Warren con diagonales que se cruzan

Este tipo de viga es similar a las patentadas por Alfred H. Neville en Francia en 1838 y por William Nash en Inglaterra en 1839, y supone una mejora sobre la viga Neville, en la que los elementos forman triángulos isósceles.

## Puentes
El primer uso de esta patente en Gran Bretaña se puede encontrar en el puente ferroviario de Newark Dyke, una estructura de la red del Gran Ferrocarril del Norte proyectada en 1852 por Joseph Cubitt.
Thomas William Kennard (1825-1893) después de analizar la estructura de vigas de celosía Warren propuso simplificar los largueros. Obtuvo una patente con Warren en 1853, y la aplicó por primera vez para la construcción del viaducto de Crumlin.
|  |  |  |

En los Estados Unidos, el uso de las vigas Warren no se generalizó hasta principios del siglo XX. Se utilizó por primera vez para un puente colgante, en el Puente de Manhattan.
La tipología de las celosías Warren es actualmente la más utilizada en el mundo.

## Arquitectura
La viga Warren es un elemento estructural destacado en cientos de hangares de aviación construidos apresuradamente durante la Segunda Guerra Mundial. En las primeras etapas de la guerra, los gobiernos británico y canadiense alcanzaron un acuerdo conocido como Plan de Formación Aérea de la Comunidad Británica que implicaba utilizar las bases aéreas recién construidas en Canadá para entrenar a las tripulaciones aéreas necesarias para sostener las fuerzas aéreas emergentes. Se construyeron cientos de aeródromos, pistas de rodadura e instalaciones terrestres en todo Canadá. Dos rasgos característicos fueron un diseño de las pistas de aterrizaje en disposición triangular y hangares construidos con maderas vírgenes de la Columbia Británica dotados con techos sostenidos mediante vigas Warren. Muchas siguen en servicio.

## Aeronaves

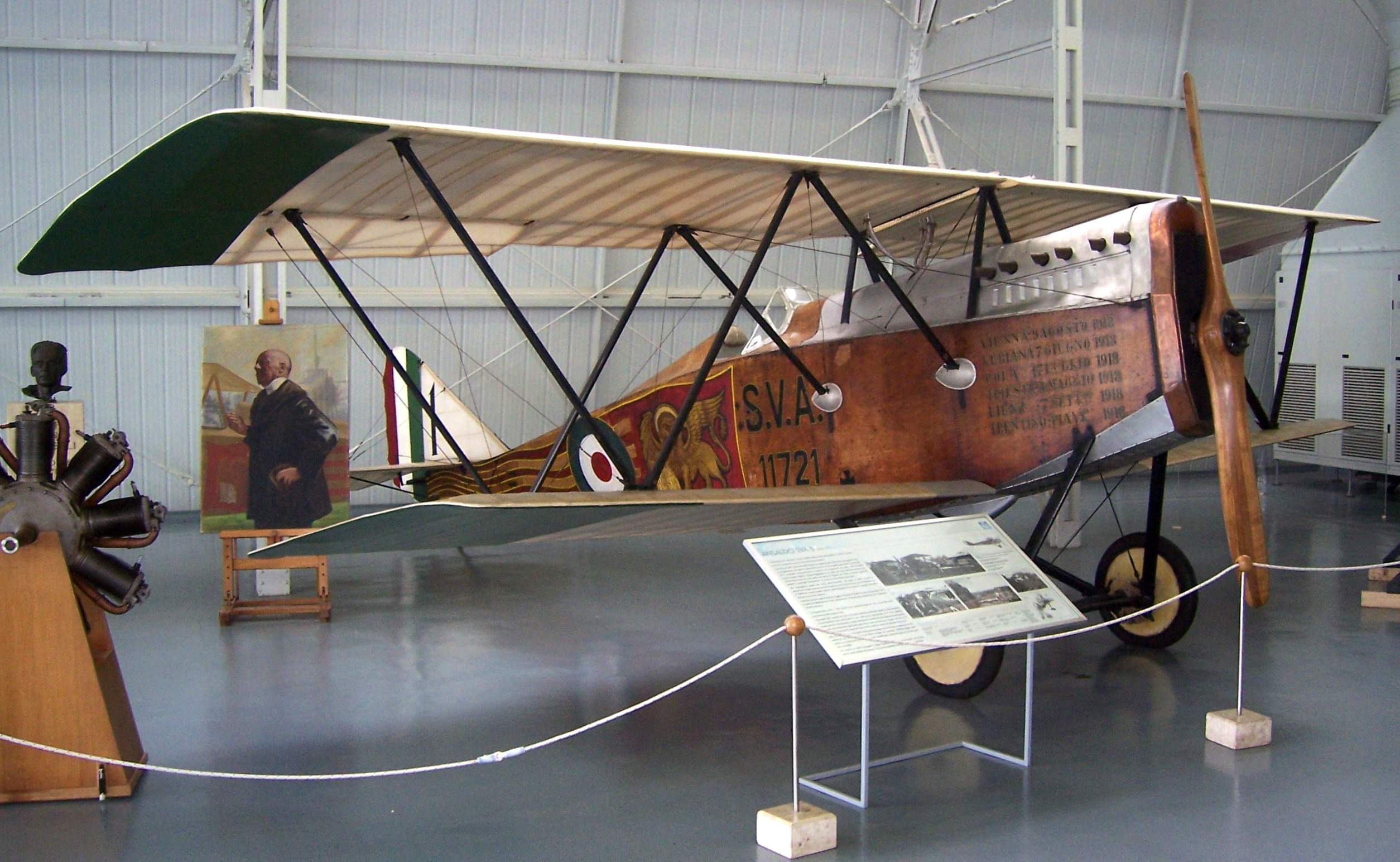
Un avión Ansaldo S.V.A., con una armadura Warren apuntalando sus alas

La construcción de armazones Warren también se ha utilizado en el diseño y la construcción de aeronaves en numerosas ocasiones.
Uno de los primeros usos consistió en situarlos entre las alas de algunos biplanos para apuntalarlas. La serie italiana Ansaldo S.V.A. de biplanos de reconocimiento rápido de la Primera Guerra Mundial se encontraba entre los aviones más rápidos de su época, mientras que el Handley Page HP.42 / 45 fue un exitoso avión comercial de finales de la década de 1920 y el caza Fiat CR.42 Falco permaneció en servicio hasta la Segunda Guerra Mundial.
La armadura Warren también se usa a veces para reforzar la estructura de los fuselajes, como en la avioneta Piper J-3 Cub y en el Hawker Hurricane, un famoso caza británico de la Segunda Guerra Mundial.